# FC Pune City
Nezaměňovat s jiným indickým fotbalovým klubem Pune FC.
Football Club Pune City je indický fotbalový klub z města Puné ve státě Maháráštra založený v roce 2014. Je jedním z 8 týmů prvního ročníku indické Superligy (Indian Super League), který běžel od října do prosince 2014. Majiteli klubu jsou Kapil Wadhawan a Dheeraj Wadhawan (obchodní skupina Wadhawan), bollywoodský herec Salman Khan a italský fotbalový klub ACF Fiorentina. Fiorentina doporučila týmu italského trenéra Franca Colombu.

## Soupiska
K 23. 9. 2014
| Číslo |              | Pozice | Hráč                  |
| ----- | ------------ | ------ | --------------------- |
|       | Itálie       | B      | Emanuele Belardi      |
|       | Indie        | B      | Arindam Bhattacharya  |
|       | Indie        | B      | Lalit Thapa           |
|       | Indie        | O      | Dharmaraj Ravanan     |
|       | Indie        | O      | Pritam Kotal          |
|       | Indie        | O      | Deepak Devrani        |
|       | Kolumbie     | O      | Andrés González       |
|       | Itálie       | O      | Bruno Cirillo         |
|       | Itálie       | O      | Daniele Magliocchetti |
|       | Burkina Faso | O      | Saïdou Panandétiguiri |
|       | Indie        | Z      | Pratik Shinde         |
|       | Indie        | Z      | Lenny Rodrigues       |

| Číslo |             | Pozice | Hráč                                |
| ----- | ----------- | ------ | ----------------------------------- |
|       | Indie       | Z      | Manish Maithani                     |
|       | Indie       | Z      | Israil Gurung                       |
|       | Indie       | Z      | Tapan Maity                         |
|       | Indie       | Z      | Mehrajuddin Wadoo                   |
|       | Itálie      | Z      | Davide Colomba                      |
|       | Jižní Korea | Z      | Park Kwang-il                       |
|       | Kolumbie    | Z      | Omar Andrés Rodríguez               |
|       | Řecko       | Z      | Konstantinos Katsuranis             |
|       | Indie       | Ú      | Ashutosh Mehta                      |
|       | Indie       | Ú      | Joaquim Abranches                   |
|       | Nigérie     | Ú      | Dudu Omagbemi (host. z East Bengal) |
|       | Francie     | Ú      | David Trezeguet                     |